# Miller Ridge
Miller Ridge är en bergstopp i Antarktis. Den ligger i Östantarktis. Australien gör anspråk på området. Toppen på Miller Ridge är 1 497 meter över havet.
Terrängen runt Miller Ridge är huvudsakligen lite kuperad. Trakten är obefolkad. Det finns inga samhällen i närheten. 